# Als je lacht
Als je lacht is een single van de Nederlandse zanger Jan Smit. Het nummer werd geschreven door Cees en Thomas Tol met een tekstuele bijdrage van Jan Smit zelf. De single werd op 27 oktober 2008 uitgebracht. Het nummer is afkomstig van het album Stilte in de storm.
Het nummer behaalde de 1e positie in de Single Top 100.
Van de single zijn er 5.000 in klaphoes uitgebracht, op deze versie staan 3 live tracks en een handtekening van de zanger.

## Tracklist
1. Als je lacht
2. Geen dag voorbij (live)
3. Liever alleen (live)
4. Laura (live)

## Hitnotering
| Als je lacht in de Nederlandse Top 40 binnen: 8 november 2008 | Als je lacht in de Nederlandse Top 40 binnen: 8 november 2008 | Als je lacht in de Nederlandse Top 40 binnen: 8 november 2008 | Als je lacht in de Nederlandse Top 40 binnen: 8 november 2008 | Als je lacht in de Nederlandse Top 40 binnen: 8 november 2008 | Als je lacht in de Nederlandse Top 40 binnen: 8 november 2008 | Als je lacht in de Nederlandse Top 40 binnen: 8 november 2008 | Als je lacht in de Nederlandse Top 40 binnen: 8 november 2008 | Als je lacht in de Nederlandse Top 40 binnen: 8 november 2008 | Als je lacht in de Nederlandse Top 40 binnen: 8 november 2008 |
| Week                                                          | 1                                                             | 2                                                             | 3                                                             | 4                                                             | 5                                                             | 6                                                             | 7                                                             | 8                                                             |                                                               |
| ------------------------------------------------------------- | ------------------------------------------------------------- | ------------------------------------------------------------- | ------------------------------------------------------------- | ------------------------------------------------------------- | ------------------------------------------------------------- | ------------------------------------------------------------- | ------------------------------------------------------------- | ------------------------------------------------------------- | ------------------------------------------------------------- |
| Positie                                                       | 5                                                             | 3                                                             | 4                                                             | 8                                                             | 18                                                            | 19                                                            | 21                                                            | 35                                                            | uit                                                           |

| Als je lacht in de Single Top 100 binnen: 8 november 2008 | Als je lacht in de Single Top 100 binnen: 8 november 2008 | Als je lacht in de Single Top 100 binnen: 8 november 2008 | Als je lacht in de Single Top 100 binnen: 8 november 2008 | Als je lacht in de Single Top 100 binnen: 8 november 2008 | Als je lacht in de Single Top 100 binnen: 8 november 2008 | Als je lacht in de Single Top 100 binnen: 8 november 2008 | Als je lacht in de Single Top 100 binnen: 8 november 2008 | Als je lacht in de Single Top 100 binnen: 8 november 2008 | Als je lacht in de Single Top 100 binnen: 8 november 2008 | Als je lacht in de Single Top 100 binnen: 8 november 2008 | Als je lacht in de Single Top 100 binnen: 8 november 2008 | Als je lacht in de Single Top 100 binnen: 8 november 2008 |
| Week                                                      | 1                                                         | 2                                                         | 3                                                         | 4                                                         | 5                                                         | 6                                                         | 7                                                         | 8                                                         | 9                                                         | 10                                                        | 11                                                        |                                                           |
| --------------------------------------------------------- | --------------------------------------------------------- | --------------------------------------------------------- | --------------------------------------------------------- | --------------------------------------------------------- | --------------------------------------------------------- | --------------------------------------------------------- | --------------------------------------------------------- | --------------------------------------------------------- | --------------------------------------------------------- | --------------------------------------------------------- | --------------------------------------------------------- | --------------------------------------------------------- |
| Positie                                                   | 1                                                         | 5                                                         | 6                                                         | 20                                                        | 17                                                        | 37                                                        | 21                                                        | 43                                                        | 22                                                        | 50                                                        | 88                                                        | uit                                                       |

### NPO Radio 2 Top 2000
Als je lacht stond alleen in 2011 in de NPO Radio 2 Top 2000, op plek 1690.